# Miliusa fusca
Miliusa fusca är en kirimojaväxtart som beskrevs av Jean Baptiste Louis Pierre. Miliusa fusca ingår i släktet Miliusa och familjen kirimojaväxter. Inga underarter finns listade i Catalogue of Life.